# Rio Cracul Stâng
O Rio Cracul Stâng é um rio da Romênia, afluente do Tigăile, localizado no distrito de Braşov.